# Dwars door België 1945
De 1e editie van Dwars door België werd verreden op vrijdag 31 augustus 1945. De start lag in Sint-Truiden, de finish lag in Waregem, de afstand bedroeg 175 km.

## Wedstrijdverloop

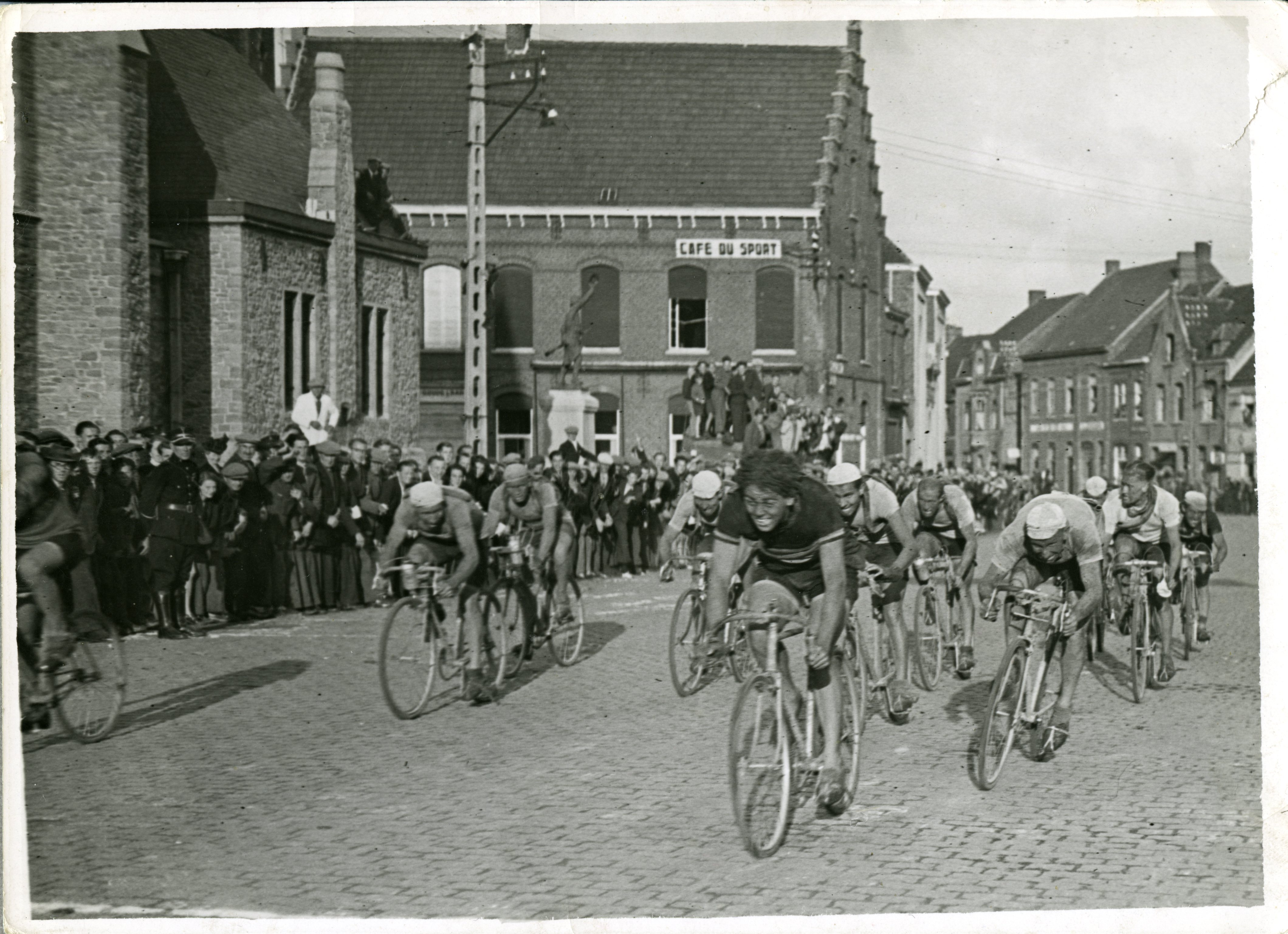
Belgisch kampioen Rik Van Steenbergen spurt naar winst in de eerste editie van Dwars door België (1945). Collectie: KOERS. Museum voor de Wielersport

30 renners gingen van start in Sint-Truiden. Er was door demarrages en bandbreuken sprake van diverse groepen, maar alles bleef uiteindelijk dicht bijeen. Schotte had eenmaal af te rekenen met bandbreuk en eenmaal met een lichte val. Hij kwam echter steeds terug. De echte afscheiding kwam in de 3 lokale ronden te Waregem. Er ontsnapten 14 renners. Desmet ging er even alleen vandoor, maar werd bijgehaald door inspanningen van Moerenhout en Callens. In de spannende eindsprint won Van Steenbergen nipt voor Schotte en Callens deze editie van Dwars door België.

## Uitslag
| Plaats  | Naam                | Ploeg | Tijd  |
| ------- | ------------------- | ----- | ----- |
| Winnaar | Rik van Steenbergen |       | 5u10' |
| 2       | Briek Schotte       |       | z.t.  |
| 3       | Norbert Callens     |       | z.t.  |
| 4       | Ward Peeters        |       | z.t.  |
| 5       | Jozef Moerenhout    |       | z.t.  |
| 6       | Gustaaf Bonvarlez   |       | z.t.  |
| 7       | Michel Remue        |       | z.t.  |
| 8       | Marcel Boumon       |       | z.t.  |
| 9       | Emiel Rogiers       |       | z.t.  |
| 10      | Karel Terryn        |       | z.t.  |

1945 · 1946 · 1947 · 1948 · 1949 · 1950 · 1951 · 1952 · 1953 · 1954 · 1955 · 1956 · 1957 · 1958 · 1959 · 1960 · 1961 · 1962 · 1963 · 1964 · 1965 · 1966 · 1967 · 1968 · 1969 · 1970 · 1971 · 1972 · 1973 · 1974 · 1975 · 1976 · 1977 · 1978 · 1979 · 1980 · 1981 · 1982 · 1983 · 1984 · 1985 · 1986 · 1987 · 1988 · 1989 · 1990 · 1991 · 1992 · 1993 · 1994 · 1995 · 1996 · 1997 · 1998 · 1999 · 2000 · 2001 · 2002 · 2003 · 2004 · 2005 · 2006 · 2007 · 2008 · 2009 · 2010 · 2011 · 2012 · 2013 · 2014 · 2015 · 2016 · 2017 · 2018 · 2019 · 2020 · 2021 · 2022 · 2023 · 2024

Lijst van beklimmingen